# Piyachanok Darit
Piyachanok Darit (thailändisch ปิยะชนก ดาฤทธิ์; * 5. November 1992 in Sakon Nakhon), auch als Poy bekannt, ist ein thailändischer Fußballspieler.

## Karriere
Piyachanok Darit erlernte das Fußballspielen in der Schulmannschaft der Sarawittaya School sowie in der Jugendmannschaft von Bangkok Glass FC in Bangkok. Hier unterschrieb er 2011 auch seinen ersten Profivertrag. Von Februar 2011 bis Ende 2014 wurde er an den damaligen Drittligisten Rangsit FC ausgeliehen. Anfang 2015 kehrte er nach der Ausleihe wieder zu Bangkok Glass zurück. Ende 2018 stieg er mit Bangkok Glass in die zweite Liga ab. Anfang 2019 wurde der Club von Bangkok Glass FC in BG Pathum United FC umbenannt. Die Rückserie 2019 wurde er an Port FC ausgeliehen. Der Club aus Bangkok spielte in der ersten Liga, der Thai League. Mit Port gewann Darit den FA Cup. 2020 kehrte er wieder zu BG zurück. Mittlerweile ist der Club wieder in die erste Liga aufgestiegen. Von Januar 2020 bis Ende Juni 2020 wurde er an den Zweitligisten Khon Kaen FC nach Khon Kaen ausgeliehen. Nach der Ausleihe kehrte er im Juli 2020 wieder zu BG zurück. Ende Dezember 2020 wurde er an den Ligakonkurrenten Suphanburi FC nach Suphanburi ausgeliehen. Nach der Ausleihe kehrte er im Juni 2021 zu BG zurück. Im Juni/Juli spielte er mit BG viermal in der AFC Champions League. Hier stand er gegen Kaya FC-Iloilo, Ulsan Hyundai und zweimal gegen den Viettel FC über die volle Spielzeit auf dem Spielfeld. Im Juli 2021 wechselte er erneut auf Leihbasis zum Suphanburi FC. Am Ende der Saison 2021/22 belegte er mit dem Verein den 16. Tabellenplatz und musste somit in die zweite Liga absteigen. Für Suphanburi stand er elfmal in der ersten Liga auf dem Spielfeld. Nach dem Abstieg verließ er Suphanburi und wechselte wieder auf Leihbasis zum Zweitligisten Chiangmai FC. Hier absolvierte er 21 Zweitligaspiele. Nach der Ausleihe kehrte er zu BG zurück. Nach der Rückkehr wurde sein Vertrag im Sommer 2023 aufgelöst. Im gleichen Monat wurde er vom Chiangmai FC fest unter Vertrag genommen. Am Ende der Saison 2023/24 belegte er mit dem Klub den vierten Tabellenplatz und qualifizierte sich somit für die Aufstiegsspiele zur ersten Liga. Hier konnte man sich jedoch nicht durchsetzen. Nach einer Spielzeit, in der er 30 Ligaspiele bestritt, wechselte er im Sommer 2024 zum Zweitligaaufsteiger Mahasarakham FC. Nach einer Spielzeit, in der er 24 Ligaspiele bestritt, wurde sein Vertrag im Sommer 2025 nicht verlängert. Im Juli 2025 unterschrieb er einen Vertrag beim Drittligisten Roi Et PB United FC.

## Erfolge
Bangkok Glass FC
- Thailändischer Ligapokalfinalist: 2018

Port FC
- Thailändischer Pokalsieger: 2019